# Słomianka (Berehowe)
Słomianka (ukr. Соломинка, Sołomynka) – część wsi Berehowe (do 1960 roku Tuligłowy) na Ukrainie, w obwodzie lwowskim, w rejonie jaworowskim, dawniej oddzielna wieś.
Dawniej odrębna wieś i gmina jednostkowa w Bezirk Sądowa Wisznia w cyrkule przemyskim, od 1867 w powiecie mościskim. W 1854 roku liczyła 389 mieszkańców. W II RP gmina jednostkowa w powiecie mościskim w województwie lwowskim; w 1921 roku liczyła 480 mieszkańców. W 1934 roku weszła w skład zbiorowej gminy Twierdza.
Słomianka ma charakerystyczny kształt trójkąta, rozplanowany wokół stawu, który obecnie jest wysuszony. Nazwa Słomianka (Солом'янка) zachowała się w nazwie przystanku autobusowego.